# Massiccio del Vignemale
Il Massiccio del Vignemale (in francese Massif du Vignemale) è il quarto più alto gruppo montuoso dei Pirenei e culmina con la vetta Vignemale o Pique Longue, che raggiunge i 3.298 metri. Situato sulla frontiera franco-spagnolo, possiede il secondo ghiacciaio più esteso della catena pirenaica, il ghiacciaio d'Ossoue.

## Descrizione
Il nome Vignemale deriva dall'unione di due radici indoeuropee, vie e mal che significano entrambe montagne. Il versante francese del massiccio è situato nel dipartimento degli Alti Pirenei, nell'arrondissement di Argelès-Gazost, nel parco nazionale dei Pirenei, nei pressi di Cauterets, mentre il versante spagnolo, situato a sud, fa parte del territorio di Torla e ed è protetto dalla riserva della biosfera Ordesa-Viñamala. Il massiccio del Vignemale comprende otto cime oltre i 3.000 metri che circondano il ghiacciaio d'Ossoue.
Sulla sponda sinistra del ghiacciaio, da ovest ad est:
- Il Vignemale (Pique Longue) (3298 m)
- Il Pic du Clot de la Hount (3289 m)
- Il Piton Carré (3197 m)
- Il Pointe Chausenque (3204 m)
- Il Petit Vignemale (3032 m)

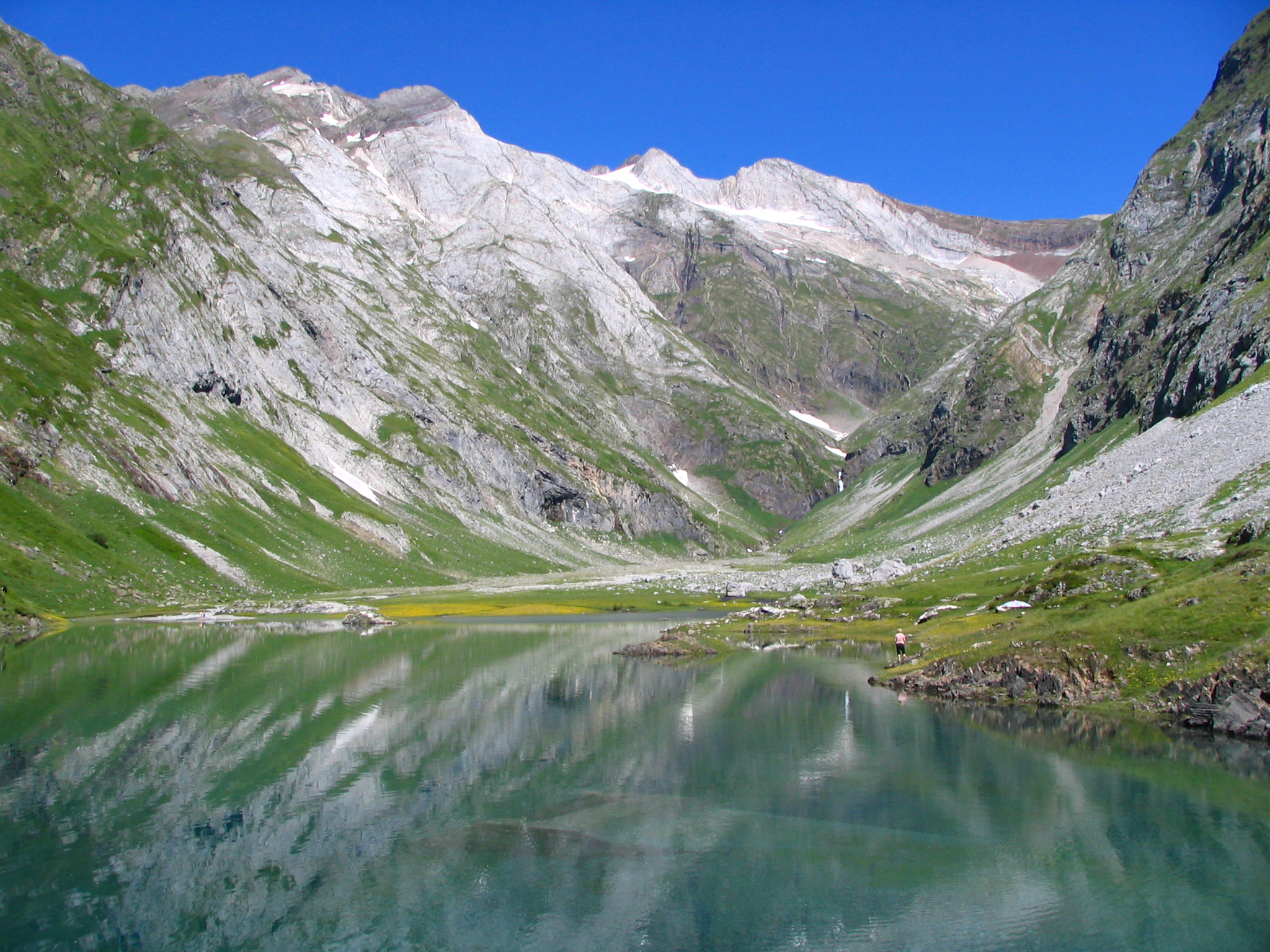
Il massiccio del Vignemale con il lago d'Ossoue

Sulla sponda destra del ghiacciaio, da ovest ad est:
- Il Pic de Cerbillona (3247 m)
- Il Pic Central (3235 m)
- Il Pic de Montferrat (3219 m)

Fanno inoltre parte del massiccio anche alcune cime che appartengono al circo del Montferrat, dove scorre un piccolo ghiacciaio, sulla valle d'Ossoue:
- Il Grand Pic de Tapou (3150 m)
- Il Pic du Milieu (3130 m)
- Il Petit Pic de Tapou (2923 m)[3]

La struttura del massiccio è incentrata intorno al ghiacciaio, che sembra essere coronato dalle alte cime dei monti: tale ghiacciaio ha inoltre una particolarità unica in tutti i Pirenei, ossia una lingua che si stacca da quello principale, volgendo verso est, lungo la valle d'Ossoue. A nord, pareti calcaree altre tra i 600 e i 900 metri, dominano sul piccolo ghiacciaio degli Oulettes de Gaube; in questa stessa zona si trova la faglia del couloir de Gaube. Sono inoltre presenti altri due piccoli ghiacciai: uno nei pressi del Petit Vignemale, con la caratteristica di possedere dei seracchi e un altro, a nord-ovest del Pique Longue, nei pressi del Clot de la Hount. Il versante spagnolo è invece diversificato da vette che si aggirano tra i 1.000 e i 2.000 metri, che dominano la valle dell'Ara.

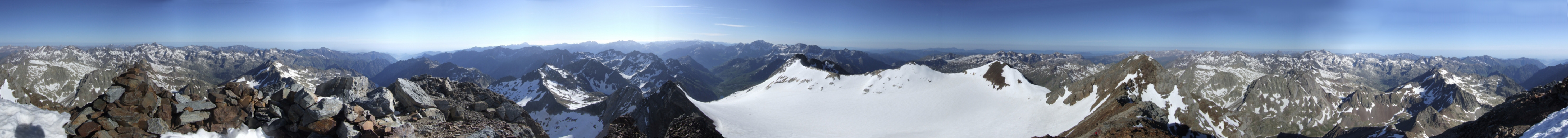
Vista a 360° del massiccio